# Longa Marcha 4 (família de foguetes)
Longa Marcha 4 (pinyin: Chángzhēng 4, abreviado para LM-4 ou CZ-4) é a designação de uma família de foguetes portadores de três estágios da série Longa Marcha que são lançados ao espaço a partir do Centro de Lançamento de Taiyuan. A família é composta por três membros: o Longa Marcha 4A, o Longa Marcha 4B e o Longa Marcha 4C.
| 4A | 4B | 4C |
| -- | -- | -- |
|    |    |    |